# Château de Saillon
Le château de Saillon est un château en ruines se situant sur une crête rocheuse à Saillon dans le canton du Valais, en Suisse.
Au Moyen Âge, le château de Saillon représentait le cœur d'une enceinte comprenant également un bourg fortifié et un donjon appelé la tour de Bayard. Il était également le centre administratif et militaire d'une châtellenie du comté de Savoie. Le château est à l'état de ruines depuis 1475, après des attaques de patriotes valaisans.

## Géographie
Le château de Saillon occupe une colline rocheuse allongée d'ouest en est sur la rive droite du Rhône. À son sommet, les parois nord, ouest et sud de la colline retombent brusquement, tandis que la paroi occidentale descend doucement vers le bourg de Saillon en formant un polygone irrégulier. Au Moyen Âge, le Rhône longeait le long de la colline au sud.

## Historique
La première mention du château de Saillon dans les archives régionales date du XIe siècle. Les terres et le château de Saillon appartient d'abord à l'évêque de Sion avant d'intégrer le comté de Savoie au XIIe siècle. Saillon est alors le chef-lieu d'une châtellenie comprenant Fully, Branson, Leytron et Riddes. Saillon reste un centre économique et militaire important pendant une grande partie du Moyen Âge.
Le château est incendié une première fois en 1384 par le peuple valaisan avant d'être détruit et laissé en ruines en 1475.

## Description
Le château de Saillon possède une vaste enceinte dans laquelle se trouvent principalement ses ruines, un donjon, un bourg et une église.
Le donjon, aussi appelé tour de Bayard, est une tour circulaire, situé à l'ouest des ruines du château, et fait partie du mur d'enceinte nord. Il servait de dernier retranchement en cas de conflit armé. Sa porte d'entrée se trouve à 10 mètres et était probablement desservie par une échelle.
L'accès à l'intérieur de l'enceinte se fait par la porte de Fully au nord-ouest, par la porte de Leytron au nord-est et par la porte du Scex au sud. Le bourg fortifié ne comprend que des habitations, les granges se situant à l'extérieur des remparts.